# 五間厝 (雲林縣斗南鎮)
五間厝，是台灣雲林縣斗南鎮的一個傳統地域名稱，位於該鎮西部。相較於今日行政區，其範圍大致包括明昌里、僑真里、新崙里東端。

## 歷史
台灣清治末期至日治初期，五間厝地區為一街庄，稱為「五間厝庄」，隸屬於他里霧堡。該庄北與大東庄為鄰，東北與他里霧庄為鄰，東南與舊社庄為鄰，南邊為茄苳腳庄，西邊為埤頭庄。
1901年（日治明治三十四年）11月，全台廢縣廳改設二十廳，該庄隸屬於斗六廳。1903年（明治三十六年）6月，該庄編入「他里霧區」，隸屬於斗六廳。1909年（明治四十二年）10月，合併二十廳為十二廳，他里霧區改隸屬於嘉義廳。1920年（大正九年），全台地方制度大改正，廢十二廳改設五州二廳，該庄改制為「五間厝」大字，隸屬於臺南州斗六郡斗南庄。1940年，斗南庄升格為斗南街。
戰後斗南街改制為斗南鎮，隸屬於臺南縣，大字亦改制為里。1950年10月，雲、嘉、南分治，斗南鎮改隸屬雲林縣。

## 聚落
本地區發展較早的聚落為五間厝、二重溪、紅瓦磘等，在日治期初期的官方地圖上已有記載。

## 交通
台鐵縱貫線是台灣西部南北鐵路幹線，大致以東北—西南走向轉北北東—南南西走向經過五間厝地區東部邊界南段。最近的車站是位於本地區東北東方的斗南車站，屬二等站，停靠部分自強號及全部的莒光號及區間車。由此可前往台鐵沿線各站。
國道1號又稱「中山高速公路」，是貫穿台灣西部的兩條縱向高速公路之一，大致以東北微北—西南微南走向經過本地區西部，並與省道台78線（東西向快速公路－台西古坑線）交會於本地區西南部邊界外緣的雲林系統交流道。北側最近的一般交流道是縣道158號交會處的斗南交流道；南側最近的是縣道162號交會處的大林交流道。由此等可快速前往國道1號沿線各地，或經由雲林系統交流道轉省道台78線（東西向快速公路－台西古坑線）快速前往雲林縣西部及東部。
省道台78線即「東西向快速公路－台西古坑線」，是雲林縣境內的東西向快速公路，大致以西北—東南走向經過本地區東部邊界地帶，與國道1號交會處的雲林系統交流道即位於本地區西南部邊界外緣。最近的一般交流道為省道台1線交會處的斗南交流道，位於本地區東南側邊界外不遠處。由此向西可前往虎尾南部、土庫、元長北部、東勢、台西等地；向東可前往古坑、高厝林子頭的東側端點（古坑端）並止於國道3號古坑系統交流道；亦可於雲林系統交流道轉接國道1號前往台灣西部南北各地。
省道台1線（延平路二段～三段）又稱「縱貫公路」，是台北至屏東楓港的傳統平面幹道，大致以北向南轉北北東—南南西走向經過本地區東部邊界。由該道路向北繞大彎轉東北東再繞大彎轉北北東經斗南市區可前往虎尾東北部、莿桐西南部、西螺、溪州等地，向南南西經省道台78線（東西向快速公路－台西古坑線）斗南交流道可前往大埤東界、大林、溪口東部、民雄等地。
縣道158甲線（中興路、中正路、延平路二段）是台西鄉崙子頂至竹山鎮桶頭的道路，大致以西向東到達本地區西北角後，沿本地區北部邊界而行，經國道1號高架橋下後沿邊界線繞彎道轉東南東再繞彎道轉東北東再繞彎道轉東南東，至位於本地區東北角的省道台1線路口轉北與其共線並出境。由該道路向西經省道台78線（東西向快速公路－台西古坑線）高架橋下後可前往虎尾南端、土庫、褒忠、東勢北部、台西等地；向北轉東北東獨行後轉南再轉東南微東經斗南市區可前往古坑、竹山鎮桶頭地區並止於縣道149號路口。
鄉道雲85線（中昌街）是小東至二重溝的道路，大致以北北西—南南東走向於本地區北部邊界中央地帶經縣道158甲線路口入境後，轉南蜿蜒而行，經鄉道雲86-1線路口、鄉道雲96線路口後，穿越二重溝聚落出境。由該道路向北北西經國道1號高架橋下後轉西北再轉北可前往大東、小東並止於縣道158乙線路口；向南可前往茄苳腳東北部並止於縣道157號路口。
鄉道雲85-1線（建國二路～三路）是斗南市區西側外環道，其南側端點位於本地區東部邊界中央偏南的省道台1線路口。由此向西北西繞彎道轉西北再繞彎道轉北，經鄉道雲96線路口後轉北北東，於本地區北部邊界中央偏東處經縣道158甲線路口出境後，轉北經大東東南端後轉東可前往斗南市區東北側並止於省道台1線另一路口。
鄉道雲86-1線（明昌路）是埤麻（實際起點在新厝）至五間厝的道路，其東南側端點（終點）位於本地區中部偏東北的鄉道雲96線轉角路口。由此向西蜿蜒而行，經鄉道雲85線路口、國道1號高架橋下後轉北以至出境後，可前往大東地區的新厝聚落並止於鄉道雲86線路口。
鄉道雲96線（無名道路、明昌路、新興街）是下莊仔至斗南的道路，其東側端點（終點）位於本地區東部邊界北側的省道台1線路口。由此向西南西繞彎道轉西北西，至明昌路路口轉西南西再轉西微南，經鄉道雲85-1線（建國二路、三路）路口後，於鄉道雲86-1線終點路口轉南南西再轉東，其後轉西南微南再轉西南微西再轉西微南，經鄉道雲85線路口後續行，其後轉西南於本地區西南部邊界出境後，經國道1號與省道台78線（東西向快速公路－台西古坑線）交會處的雲林系統交流道諸高架橋下可前往埤頭、埔羗崙與田子林交界地帶、田子林、過港地區的下庄子並止於縣道145甲線路口。

## 學校
- 僑真國小